# Togeella malaisei
Togeella malaisei là một loài tò vò trong họ Ichneumonidae.